# Patu digua
Patu digua — вид павуків родини симфітогнатових (Symphytognathidae). Найменший у світі вид павуків.

## Поширення
Ендемік Колумбії. Мешкає у тропічному лісі поблизу селища Ріо-Дігуа в департаменті Вальє-дель-Каука на заході країни. Мешкає в лісовій підстилці.

## Опис
Самці завдовжки 0,37 мм, самиці більші — 0,58 мм.